# Scopula nacida
Scopula nacida là một loài bướm đêm trong họ Geometridae.